# 제라닐제라닐 피로인산
제라닐제라닐 피로인산(영어: geranylgeranyl pyrophosphate, GGPP)은 다이테르펜 및 다이테르페노이드의 생합성 과정에서의 대사 중간생성물이다. 또한 제라닐제라닐 피로인산은 카로티노이드, 지베렐린, 토코페롤 및 엽록소의 전구물질이기도 하다.
제라닐제라닐 피로인산은 사람의 세포에서 중요하게 사용되는 제라닐제라닐화된 단백질의 전구물질이다.
제라닐제라닐 피로인산은 중간창자의 상피세포를 가로질러 생식세포를 이동시키는 화학유인물질로 이용된다. 유인신호는 생식샘 전구세포에서 생산되어 생식세포를 이들 부위로 유도하여, 난자와 정자로 분화되도록 한다.

## 관련 화합물
- 파르네실 피로인산
- 제라닐제라니올
- 제라닐 피로인산

## 같이 보기
- 메발론산 경로